# Peryodato de potasio
El peryodato de potasio es una sal de potasio, siendo su fórmula KIO4. Es levemente soluble en agua (una de las sales de potasio menos solubles, debido al anión grande), dando lugar a una disolución que es ligeramente alcalina. La baja solubilidad del KIO4 lo hace útil para la determinación del potasio. Al calentarse, especialmente con óxido de manganeso (IV) como catalizador, se descompone para formar yodato de potasio, KIO3, liberando oxígeno gaseoso.

## Síntesis
Es posible preparar peryodato de potasio en el laboratorio por la oxidación de yodato de potasio con persulfato de potasio, K2S2O8, en una solución alcalina, por ejemplo una disolución de hidróxido de potasio:
IO3- + S2O82- + 2 OH- → IO4- + 2 SO42- + H2O
La reacción se realiza con la disolución en ebullición. Después de eso, la sal es neutralizada añadiendo ácido nítrico, precipitando, añadiendo agua fría y filtrando.
Otra forma consiste en añadir cloro Cl2 a una disolución básica de yodato de potasio:
KIO3 + 2 KOH + Cl2 → KIO4 + 2 KCl + H2O

## Propiedades
El peryodato de potasio es un poderoso oxidante. Así, una disolución de yoduro de potasio en contacto con peryodato de potasio se oxidará en diyodo o las sales de manganeso (II) en permanganatos:
KIO4 + 2 KI + H2O → KIO3 + I2 + 2 KOH
Sus cristales son isomorfos con los del perclorato de potasio, KClO4. Una vez disueltos en una disolución de hidróxido de potasio, es posible recuperar el peryodato de potasio mediante la adición de ácido nítrico:
2 KIO4 + 2 KOH → K4I2O9 + H2O
K4I2O9 + 2 HNO3 → 2 KIO4 + 2 KNO3 + H2O
El ortoperyodato de potasio K2H3IO6 que puede obtenerse por la oxidación del yodato de potasio con hipoclorito de sodio, NaClO, se descompone en agua a 100 °C con peryodato de potasio como intermediario:
2 K2H3IO6 → K4I2O9 + 3 H2O a 100 °C
En las soluciones acuosas de peryodato de potasio se producen los siguientes equilibrios:
[H3IO6]2- + H+ {\displaystyle \rightleftharpoons } [IO4]- + 2 H2O
[H3IO6]2- {\displaystyle \rightleftharpoons } 2 [HIO5]2- + 2 H2O
2 [HIO5]2- {\displaystyle \rightleftharpoons } [H2I2O10]4- {\displaystyle \rightleftharpoons } [I2O9]4- + H2O